# Maurice Delage (militaire)
Pour les articles homonymes, voir Maurice Delage et Delage.
Maurice Delage (Bruay-sur-l'Escaut, 6 août 1906 - Paris, 8 avril 1959), est un ingénieur et militaire français, Compagnon de la Libération. Au début de la Seconde Guerre mondiale, il décide de se rallier à la France libre au profit de laquelle il gère l'exploitation de mines en Afrique. Il est ensuite affecté à la 2e division blindée qu'il suit tout au long de la guerre, d'Afrique du Nord jusqu'en Allemagne, participant à la bataille de Normandie et à la Libération de Paris.

## Biographie

### Jeunesse et engagement
Maurice Delage naît le 6 août 1906 à Bruay-sur-l'Escaut dans le Nord d'un père ingénieur. Suivant les traces paternelles, il s'oriente vers l’ingénierie et entre à l'école polytechnique en 1925. À sa sortie deux ans plus tard, il intègre l'école d'application du génie pendant un an puis entre à l'école des mines de Saint-Étienne. Sa formation achevée, il devient ingénieur civil et travaille en Tunisie dans le secteur des travaux publics et de la construction métallique puis il part en Roumanie pour exercer dans le milieu pétrolier.

### Seconde Guerre mondiale
Toujours en Roumanie au moment où débute la Seconde Guerre mondiale, il participe au sabotage des puits de pétrole roumain afin d'empêcher l'Allemagne de s'emparer de cette ressource,. Arrêté par les autorités en juillet 1940, il est expulsé de Roumanie mais refuse les ordres du régime de Vichy de rentrer en France. Il se réfugie en été 1944 à Beyrouth où il s'engage dans les forces françaises libres avant de partir pour Londres. Sa qualité d'ingénieur des mines lui vaut d'être envoyé à Brazzaville où il prend la direction du service des mines du Congo, puis de prendre la direction par intérim d'une mine d'or au Cameroun.
Promu capitaine, il est affecté à la Force "L" du général Leclerc au printemps 1943 et devient l'adjoint au commandant du 2e bataillon du génie. En juin 1943, il organise avec les sous-officiers méritants et un groupe d'élèves de l'école d'agriculture de Tunis une école d'élèves-aspirants dont il est directeur des études jusqu'en mars 1944. Parallèlement, de septembre 1943 à mai 1944, il participe au renforcement des compagnies du bataillon puis crée le 13e bataillon du génie dont il prend le commandement. Après avoir reçu le drapeau du bataillon des mains du général Kœnig, il mène son unité en Normandie où il débarque le 1er août 1944 avec la 2e division blindée (2e DB). Il participe ensuite à la Libération de Paris puis à la bataille des Vosges au cours de laquelle il est blessé par un éclat d'obus à Châtel-sur-Moselle. Après avoir pris part à la bataille d'Alsace il termine la guerre comme chef de bataillon avec la 2e DB en Allemagne à la tête du détachement du génie de la division.

### Après-Guerre

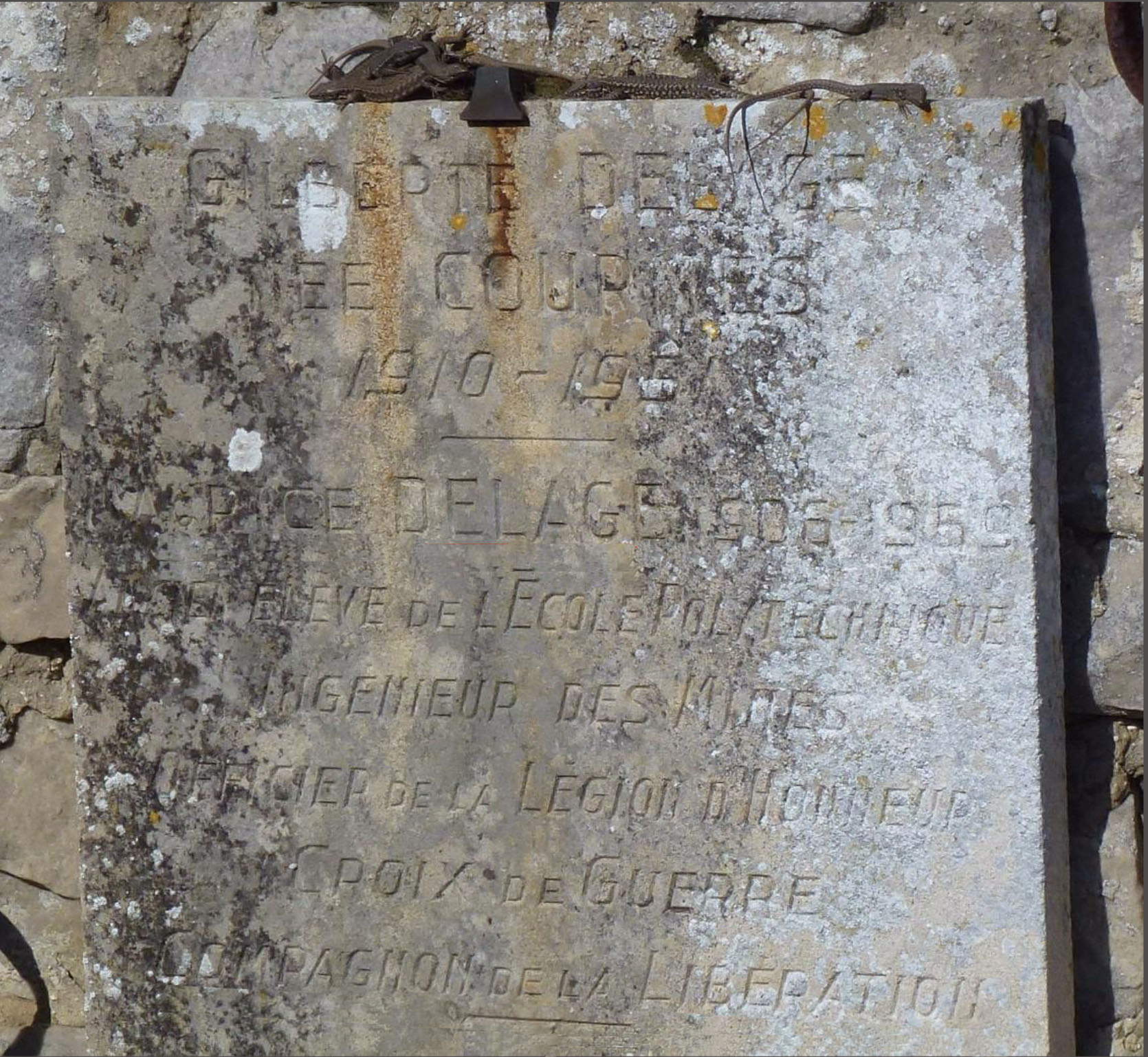
Tombe de Maurice Delage et de son épouse Gilberte Courmes

Colonel de réserve après la guerre, il devient directeur général de la société centrale de l'uranium. Maurice Delage meurt le 8 avril 1959 à la suite d'une opération chirurgicale. 

Il est inhumé, avec son épouse Gilberte Courmes (1910-1951), fille de Marcel Courmes, à Grez-sur-Loing en Seine-et-Marne.

## Décorations
|  |  |  |
|  |  |  |

| Officier de la Légion d'honneur              | Officier de la Légion d'honneur              | Officier de la Légion d'honneur              | Compagnon de la Libération              | Compagnon de la Libération              | Compagnon de la Libération              | Médaille militaire          | Médaille militaire          | Médaille militaire          |
| Croix de guerre 1939-1945 Avec quatre palmes | Croix de guerre 1939-1945 Avec quatre palmes | Croix de guerre 1939-1945 Avec quatre palmes | Chevalier de l'Ordre du Mérite agricole | Chevalier de l'Ordre du Mérite agricole | Chevalier de l'Ordre du Mérite agricole | Chevalier du Nichan Iftikar | Chevalier du Nichan Iftikar | Chevalier du Nichan Iftikar |